# Sedgwick (Colorado)
Sedgwick é uma cidade  localizada no estado americano de Colorado, no Condado de Sedgwick.

## Demografia
Segundo o censo americano de 2000, a sua população era de 191 habitantes.
Em 2006, foi estimada uma população de 171, um decréscimo de 20 (-10.5%).

## Geografia
De acordo com o United States Census Bureau tem uma área de
0,9 km², dos quais 0,9 km² cobertos por terra e 0,0 km² cobertos por água.

## Localidades na vizinhança
O diagrama seguinte representa as localidades num raio de 40 km ao redor de Sedgwick.